# Afera Daily Telegraph

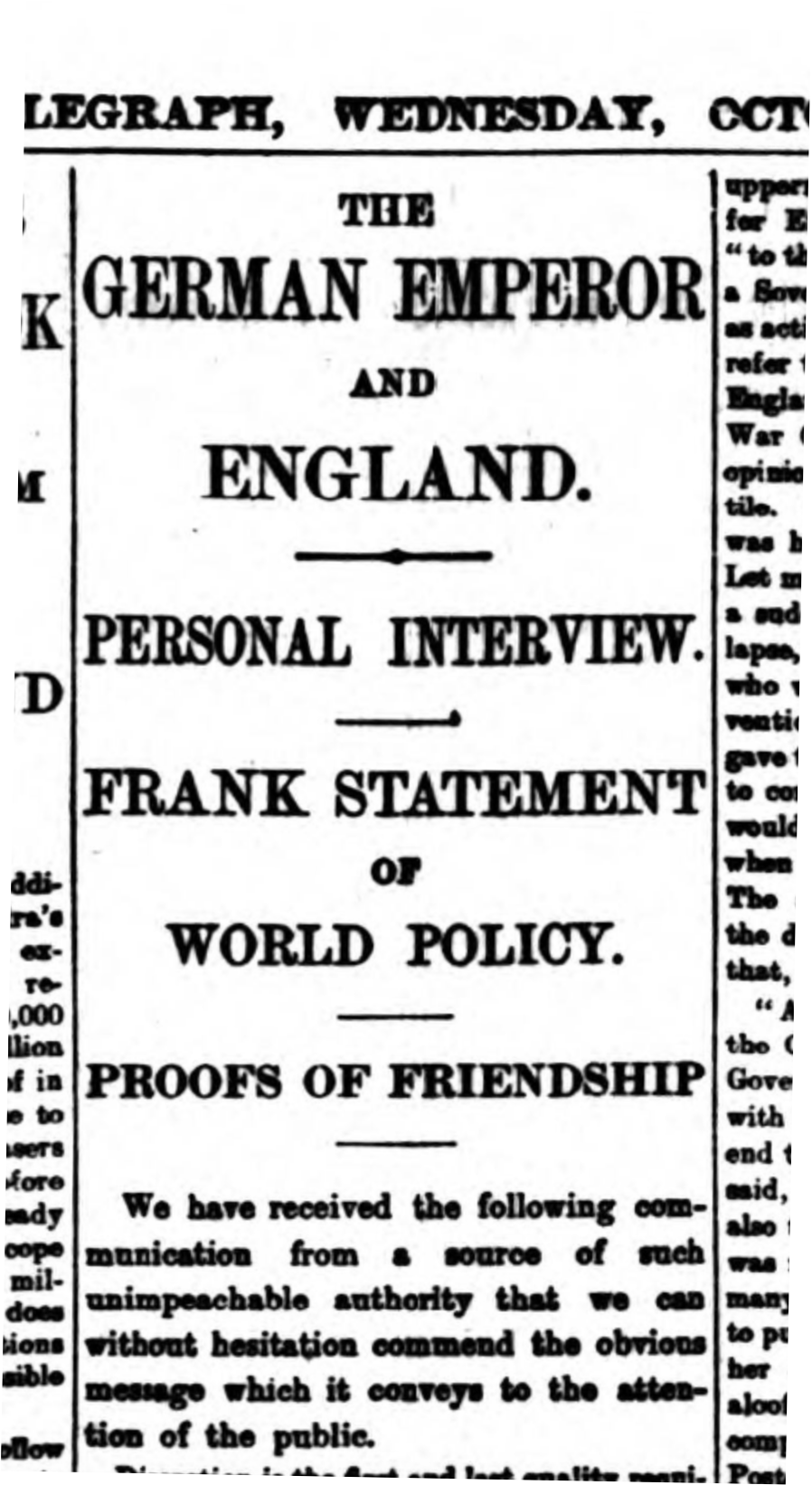
Nagłówek publikacji, która wywołała aferę

Afera Daily Telegraph – kryzys polityczny w Cesarstwie Niemieckim, wywołany wywiadem udzielonym przez cesarza Wilhelma II brytyjskiemu dziennikowi The Daily Telegraph podczas jego wizyty w październiku 1908 roku w Londynie. W wywiadzie tym Wilhelm II powiedział, że pewna część narodu niemieckiego jest nastawiona wrogo do Wielkiej Brytanii. Siebie natomiast określił jako przyjaciela Brytyjczyków, który zapobiegł utworzeniu koalicji antybrytyjskiej na scenie międzynarodowej.
Opinie cesarza spotkały się z gwałtownymi protestami wśród deputowanych do Reichstagu, którzy domagali się ograniczenia jego prerogatyw. Wilhelm II został ostatecznie zmuszony do wydania dokumentu, w którym zobowiązał się do respektowania konstytucji. Afera doprowadziła również do osłabienia pozycji kanclerza Bernharda von Bülowa, który bronił cesarza w Reichstagu.